# Горный Тикич
Горный Тикич (ранее Горский Тикич и Угорский Тикич; укр. Гірський Тікич) — река в Винницком районе Винницкой области Украины, а также в Уманском и Звенигородском районах Черкасской области Украины, правый приток реки Тикич. Относится к бассейну Южного Буга. Длина реки 167 км, площадь водосборного бассейна — 3525 км², уклон реки — 0,78 м/км. На реке расположен город Тальное.

## География
Исток Горного Тикича образуется из трёх рукавов (все три имеют наименование — Гнилой Тикич), основной из которых (правый) берёт начало в селе Фронтовка на высоте 279 м н.у.м., к югу от этой отметки; исток второго, среднего, расположен поблизости от сёл Юшковцы и Сабаровка, к северо-востоку от отметки 279 м (Винницкий район, примерно 49°10′00″ с. ш. 29°45′00″ в. д.); третьего — в селе Стадница (Белоцерковский р-н Киевской обл. — фактически у границы трёх областей. Таким образом, исток реки, образующийся слиянием трёх малых рек, находится в селе Шуляки Уманского района (193,6 м н.у.м.; к северу от п. Цибулев).
Долина реки имеет V-образную форму, её ширина составляет около 2,3 км, а глубина — около 60 м. Русло реки извилистое, с возвышенными, каменистыми берегами. На Горном Тикиче имеются водопады и пороги. Вблизи села Буки Горный Тикич несколько километров течёт по скалистому Букскому каньону. Перед каньоном на реке расположен небольшой водопад Выр. Сливаясь с рекой Гнилой Тикич, Горный Тикич образует реку Тикич, которая впадает в реку Синюха (приток Южного Буга, бассейн Чёрного моря).
Питание реки преимущественно снеговое и дождевое. Принимает более 10 притоков, основные — Тальнянка (правая), Торч (левая), Житницы (Житники), Срибка, Романовка и др. Ледостав с начала декабря до середины марта.
На Горном Тикиче построено две гидроэлектростанции (Тальновская и Букская ГЭС), имеются водохранилища. Вода реки используется для орошения и рыборазведения.
За счёт порогов и интересного рельефа река пользуется популярностью у туристов-водников.